# リストロック

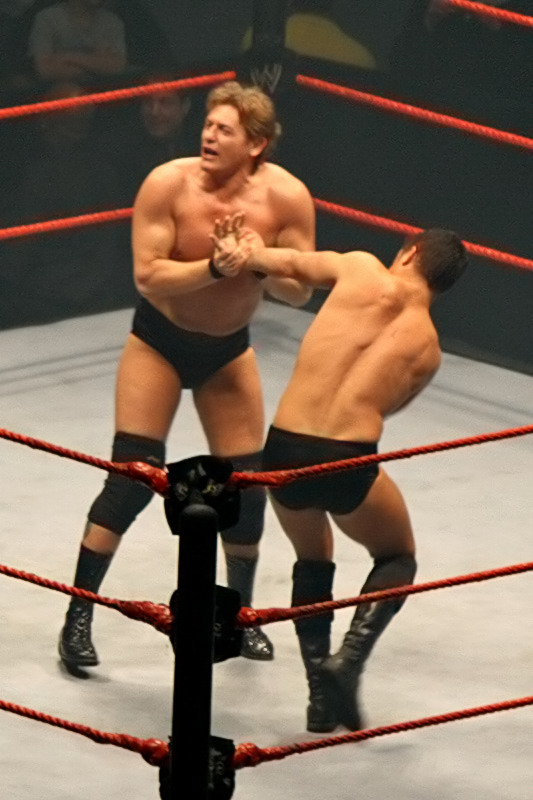
スタンド状態からリストロックを極めるウィリアム・リーガル

リストロックは、相手の手首を極める格闘技における関節技である。和名は小手挫（こてくじき）、手首固め（てくびがため）であり、ブラジリアン柔術ではモンジバカと呼ばれる。合気道では三教（さんきょう）や小手返し（こてがえし）などリストロックを応用した技が多い。

## 概要
手首という末端の関節を極めるため、そのバリエーションは豊富である。
スタンドでもグラウンドでも極めることができ、またグラウンド状態では上からでも下からでも極めることができる。加えてV1アームロックやオモプラッタ、腕挫腋固、ハンマーロック、テレフォンアームロック等、様々な技と組み合わせ、または連絡させることができる。
見かけは地味な技だが、極められた相手は激痛を伴う。また、手首関節を損傷すると修復は非常に時間がかかるため練習の際には注意が必要である。
K-1 PREMIUM 2004 Dynamite!!においてホイス・グレイシーは、曙との対戦でオモプラッタからのリストロックで勝利した。

## 禁止技化
柔道では1899年、大日本武徳会において大日本武徳会柔術試合審判規程を制定した際、書籍『柔道大事典』、『最新スポーツ大事典』によると禁止となる。一方、書籍『柔道五十年』、『柔道必携 審判の巻』、『史料 明治武道史』によると禁止していなかった。
1900年、講道館柔道審判規程を制定した際、書籍『柔道五十年』、『柔道必携 審判の巻』、『最新スポーツ大事典』、『柔道大意』によると禁止となる。一方、書籍『詳解 柔道のルールと審判法』によると、1900年には禁止されておらず、1916年の改正で禁止された、としている。
1924年（大正13年）4月までに書籍『大日本武徳会武道専門学校一覧』によると武徳会で禁止に。
1950年に日本で旗揚げした国際柔道協会のプロ柔道では解禁された。
ブラジリアン柔術の国際ブラジリアン柔術連盟ではジュブナイル (U18) 以下や白帯で禁止技である。国際柔術連盟ではU16以下で、2022年にさらに白帯でも禁止技になった。
スポーツサンボ、コンバットサンボでは極めてよい関節に手首を挙げていない。1986年の書籍『これがサンボだ!』でも手首を極めるのは反則だとしている。